# عشتار (بغداد)
عشتــــــــار
هي منطقه صغيره تقع في منطقه الطاقة الذرية في جنوب بغداد. كانت مخصصه لعمال فرنسيين يعملون في إنشاء الطاقة الذرية، من ثم سكنها مجموعه من العراقيين الذين عملوا بنفس المجال ليكملوا المشاريع بعد رجوع الفرنسيين الي بلدهم.

## مميزات عشتار
تعتبر عشتار من المناطق الجميلة في بغداد، تحتوي على كل ما يحتاجه سكانها من المتطلبات الضروريه، حيث يوجد عياده طبيه، روضه أطفال، مدرسه ابتدائيه نموذجيه، ناهيك عن وسائل الترفيه كالمسابح في داخل نادي عائلي لأهالي عشتار فقط، وحديقه عامه تحتوي على العاب رياضيه للكبار والصغار،و هذاكله مايفسر عدم اختلاط اهالي عشتار بالسكان المحيطين بالمنطقة والذي جعل منها منطقه غير معروفه من قبل اهالي بغداد وساكني الجوار. ومن الجدير بالذكر فأن منطقه عشتار مزوده بمولد كهربائي ضخم خاص بعشتار فقط حيث لم تشهد هذه المنطقة انقطاع للتيار الكهربائي الا في حالات نادره قد تكاد معدومه.

## بيوت عشتار
ان جميع البيوت في عشتار تملك نفس التصميم الغريب، والذي يختلف عن البناء عامة بالبلدان الشرقية، حيث انها تميزت بتصميمها الغربي، مما جعل سكانها يدعوها «بقريه عشتار» لانها شابهت ببناءها وشوارعها القرى السياحية.

## السكان
بالرغم من صغر المنطقة، حيث كان مجموع البيوت فيها لا يتجاوز المئتين بيت، الا انها احتوت على ناس من مختلف الطوائف العراقية، فكان منهم السنة والشيعة والمسيح والأكراد والتركمان، لكن الأغلبية كانوا من سكنه بغداد الاصلين والذي منع حدوث نقاشات الطائفية فيها حتى بعد الحرب. أغلبهم عمل في نفس المجال في الطاقة الذرية واخريين منهم كانوا ضباط في نظام صدام حسين يعملون بوحده عسكريه تابعه للطاقه الذرية، وان الأغلبية الساحقه منهم غادر المنطقة بعد الحرب على العراق نضراً للأوضاع السيئه التي لحقتها. و لأهميه المنطقة أبان النظام السابق منع غير ساكني عشتار من الدخول إلى المنطقة الا في حالات الزيارة من الاهل والاقارب وذلك بعد التفتيش الدقيق.

## الغابة
عشتار محاطه بغابه كبيره نسبياً تبدا مباشره بعد دخولك بوابات عشتار الرئيسية «نقاط التفتيش», يوجد في هذه الغابة شارع رئيسي طويل، يبدأ الفرع الأول بعد اجتيازك مسافه مايل واحد من نقطه التفتيش الاماميه. هذا الفرع يؤدي إلى مركز الطاقة الذرية والوحدة العسكرية. اما الفرع الثاني من الشارع الرئيسي والذي يقع على بعد مايل ونصف من نقطة التفتيش الرئيسية يؤدي إلى المنطقة السكنية. وكانت هناك صوره ضخمه جدا للرئيس السابق صدام حسين وهو يردتي بذلته العسكرية في مقدمة عشتار.و تتمركز عشتار هذه الغابة الأخاذه لما احتوتهُ من اشجار الكالبتوز الجميلة ذات الرائحة العطرة.